# Александров, Николай Павлович
Александров Николай Павлович (16 марта 1905 — 8 ноября 1986) — академик ВАСХНИЛ (1970), доктор экономических наук, профессор.

## Биография
Окончикл Землестроительный факультет Воронежского СХИ в 1928 году. Работал в сфере землеустройства.
- 1928—1930 научный сотрудник и директор Воронежского филиала Центрального института сахарной промышленности.
- 1930—1931 старший научный сотрудник Воронежского института экономики сельского хозяйства.
- 1931—1932 ассистент кафедры машиноиспользования Воронежского института механизации сельского хозяйства, одновременно заместитель директора по научной работе;
- 1932—1947 зав. кафедрой эксплуатации машинно-тракторного парка Воронежского СХИ, в 1943−1945 директор Усманского филиала ВСХИ, в 1945—1947 заместитель директора по учебной части ВСХИ.
- 1947—1955 заведующий отделом экономики сельского хозяйства, заместитель директора по научной работе (с 1948 г.) Института сельского хозяйства Центрально-чернозёмной полосы им. В. В. Докучаева.
- 1955—1965 директор филиала по Центрально-чернозёмной зоне ВНИИ экономики сельского хозяйства в Воронеже.
- 1961—1962 начальник Воронежского областного управления сельского хозяйства.
- 1965—1967 ректор Воронежского СХИ.
- 1967—1976 директор ВНИИ экономики сельского хозяйства.
- 1977—1978 член президиума ВАСХНИЛ.

Награждён 2 орденами Ленина (1954, 1975), 3 орденами Трудового Красного Знамени (1949, 1966, 1971), 4 медалями СССР, золотыми медалями ВСХВ и ВДНХ, Почетной грамотой Верховного Совета РСФСР (1965).
Умер в 1986 году. Похоронен на Бабушкинском кладбище.